# Ollerup
Ollerup is een plaats in de Deense regio Zuid-Denemarken, gemeente Svendborg. De plaats telt 1292 inwoners (2008).

## Station

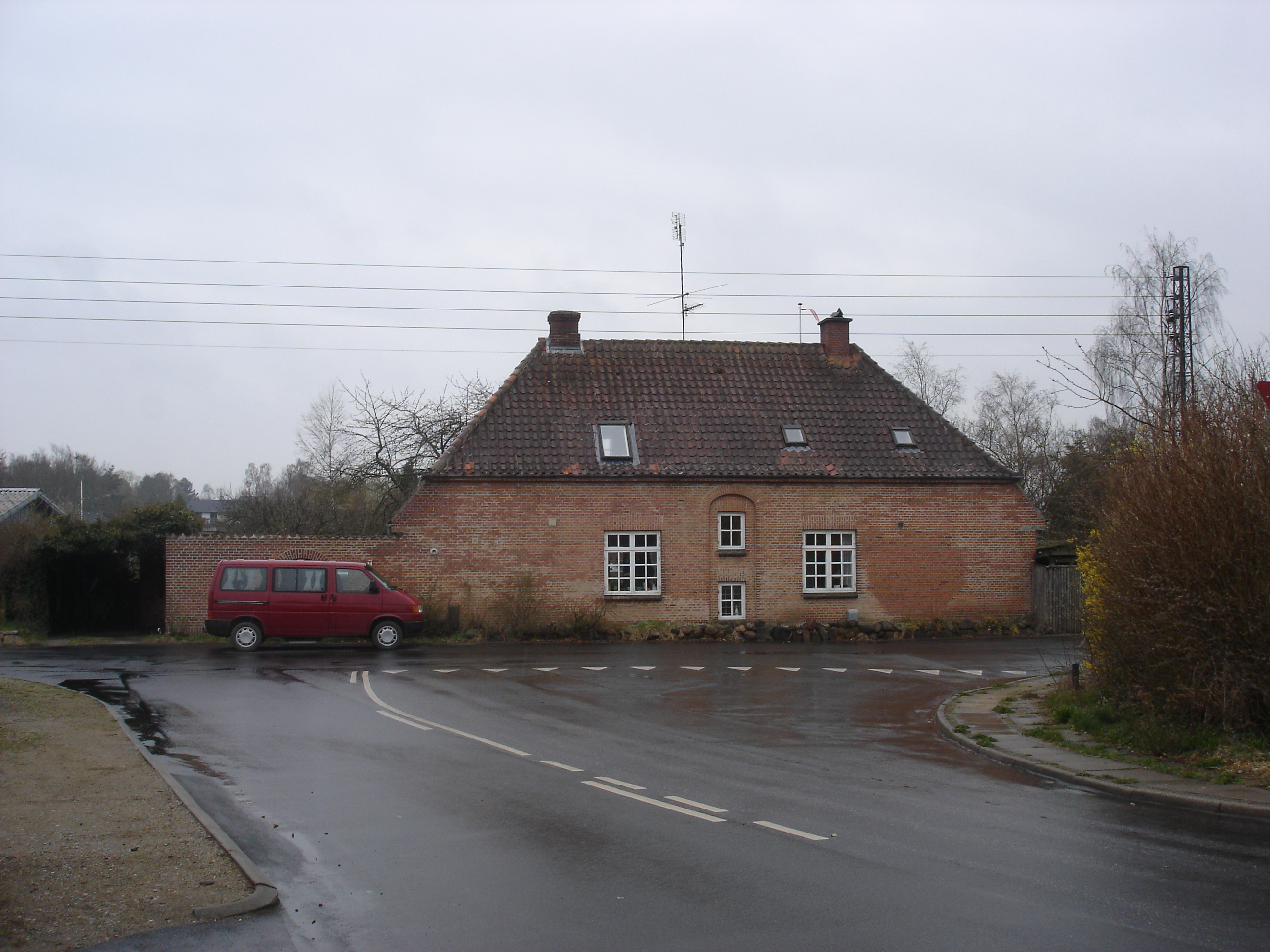
Voormalig station

Ollerup ligt aan de voormalige spoorlijn Svendborg - Faaborg. De spoorlijn werd in 1954 opgeheven, maar het stationsgebouw uit 1916 is bewaard gebleven.
- MusicBrainz: afc9ae5f-bb3a-4ae0-85a4-8be73c70c494
- Virtual International Authority File: 149522392